# Abdellatif Ouammou
 (avril 2019).
Abdellatif Ouammou, (en arabe: عبد اللطيف أعمو), né le 25 février 1946 à Tiznit est un avocat, militant des droits de l’homme et homme politique marocain, membre du Parti du progrès et du socialisme (PPS).
Il est parlementaire depuis 1997 et ancien président de la commune de Tiznit (2003-2015).

## Biographie
Après avoir obtenu son baccalauréat en 1966, Abdellatif Ouammou se rend à Rabat pour poursuivre des études de droit. Après la licence en 1969, il s’installe en France pour préparer un DES en droit des affaires à la Sorbonne-université Paris II (Panthéon-Assas).

## Carrière professionnelle

### Avocat
Le 25 novembre 1972, il s’inscrit au barreau de l’Ordre des avocats à Agadir, ville où il ouvre son cabinet d’avocats en janvier 1974, dès son retour de France. Il est élu bâtonnier des avocats à Agadir entre 1990 et 1993. Il est membre de l’Association des Barreaux des avocats du Maroc. Il est membre de la Fédération internationale des avocats (UIA) et de l’Association internationale des barreaux d’avocats. Il était membre du conseil de l’Ordre des avocats près des cours d'appels d'Agadir et de Laayoune pour les années 2015-2016-2017, chargé de la réglementation et de la législation, puis à nouveau réélu aux élections du 23 décembre 2017 comme membre du conseil de l’Ordre des avocats près des cours d'appels d'Agadir et de Laayoune pour trois ans,.

## Carrière politique

### Militant des droits de l’homme
L’intérêt d’Abdellatif Ouammou pour les droits de l’homme est né de la conviction ferme que la citoyenneté ne peut être atteinte que par la construction d’une démocratie saine. Cette voie ne peut être empruntée qu’en respectant les droits des individus et des groupes sur la base des valeurs humaines. 
Partant de là, il s’est impliqué très tôt dans les luttes pour les droits de l’homme au Maroc. Il a été membre fondateur de l’Association marocaine des droits de l’homme (AMDH), et aussi plus tard membre fondateur de l’Organisation marocaine des droits de l’homme (OMDH), où il fut durant plusieurs années membre du bureau national à côté de son activité au sein des organisations nationales et internationales des avocats.  
Abdellatif Ouammou est membre fondateur du  Réseau des avocats contre la peine de mort (depuis sa création le 23 décembre 2013).[réf. nécessaire]

### Homme politique
Abdelatif Ouammou est engagé politiquement depuis 1969, année du procès de Ali Yata et Chouaib Rifi, accusés à l’époque de création de parti politique non autorisé. Il est depuis cette date militant du Parti de libération et du socialisme (PLS), héritier du Parti communiste marocain et ancêtre de l’actuel Parti du progrès et du socialisme (PPS) à Agadir.
A l’issue du 5e congrès du Parti du progrès et du socialisme (21 au 23 juillet 1995), il est élu au comité central du parti, puis devient membre du bureau politique lors du 6e congrès du PPS (6, 7 et 8 juillet 2001). Il a continué à assumer ses taches au sein du bureau politique du PPS jusqu’au 10e congrès national (11, 12 mai 2018) à côté de ses camarades, alors qu'Ismail Alaoui puis Nabil Benabdallah sont secrétaire généraux du parti.

### Élu

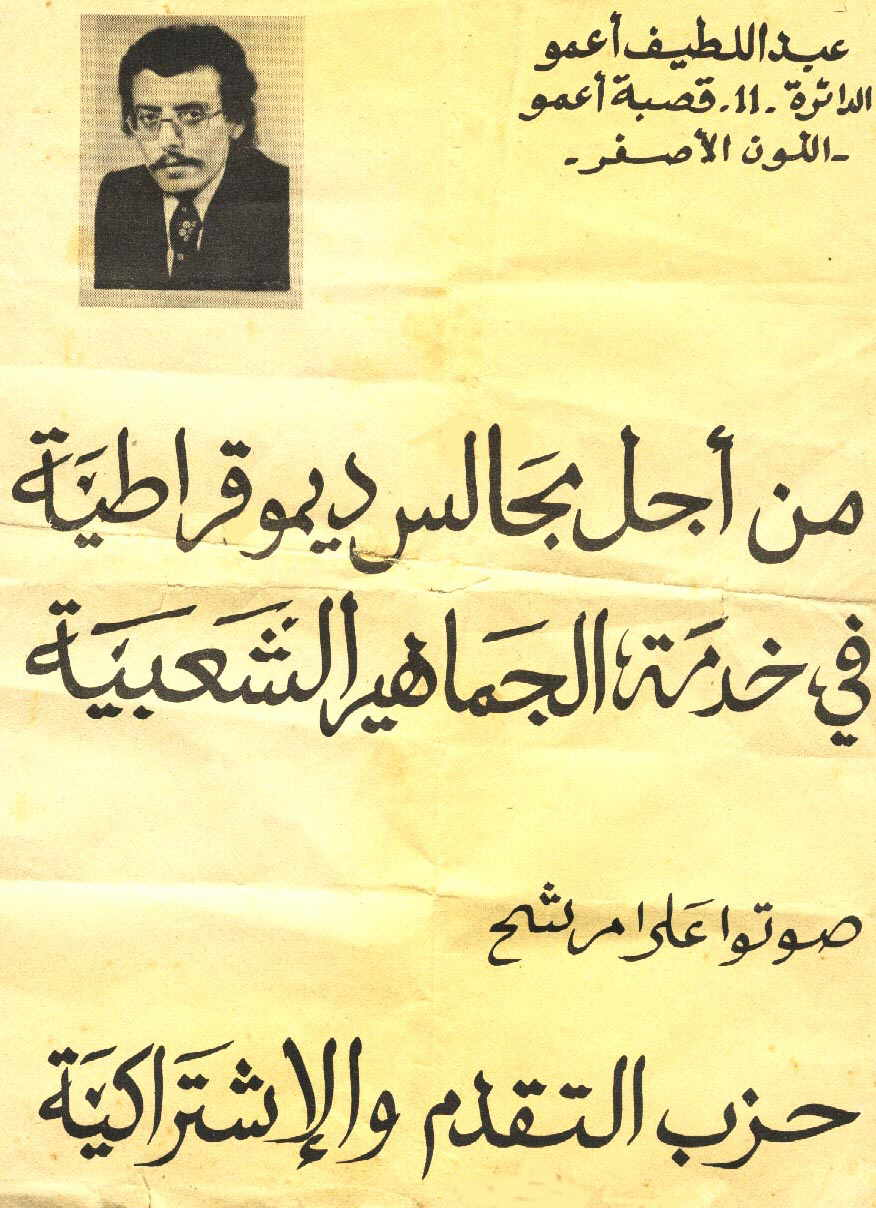
Affiche électorale d'Abdellatif Ouammou pour les élections communales de 1976.

Abdellatif Ouammou, s’est présenté pour la première fois aux élections communales de 1976, dans sa ville natale de Tiznit (circonscription électorale 11- casbah Ouammou) au nom du Parti du progrès et du socialisme, sous le slogan « pour des conseils communaux démocratiques au service des masses populaires ». 
Abdellatif Ouammou est élu à la Chambre des représentants en tant que parlementaire de la circonscription de Tiznit de 1997 à 2002. Il a assumé ses fonctions législatives au sein du groupe parlementaire du « Renouveau et du Progrès démocratiques » à la Chambre des représentants en tant que vice-président de la commission de la justice, de la législation et des droits de l'Homme à la première chambre du parlement marocain. 

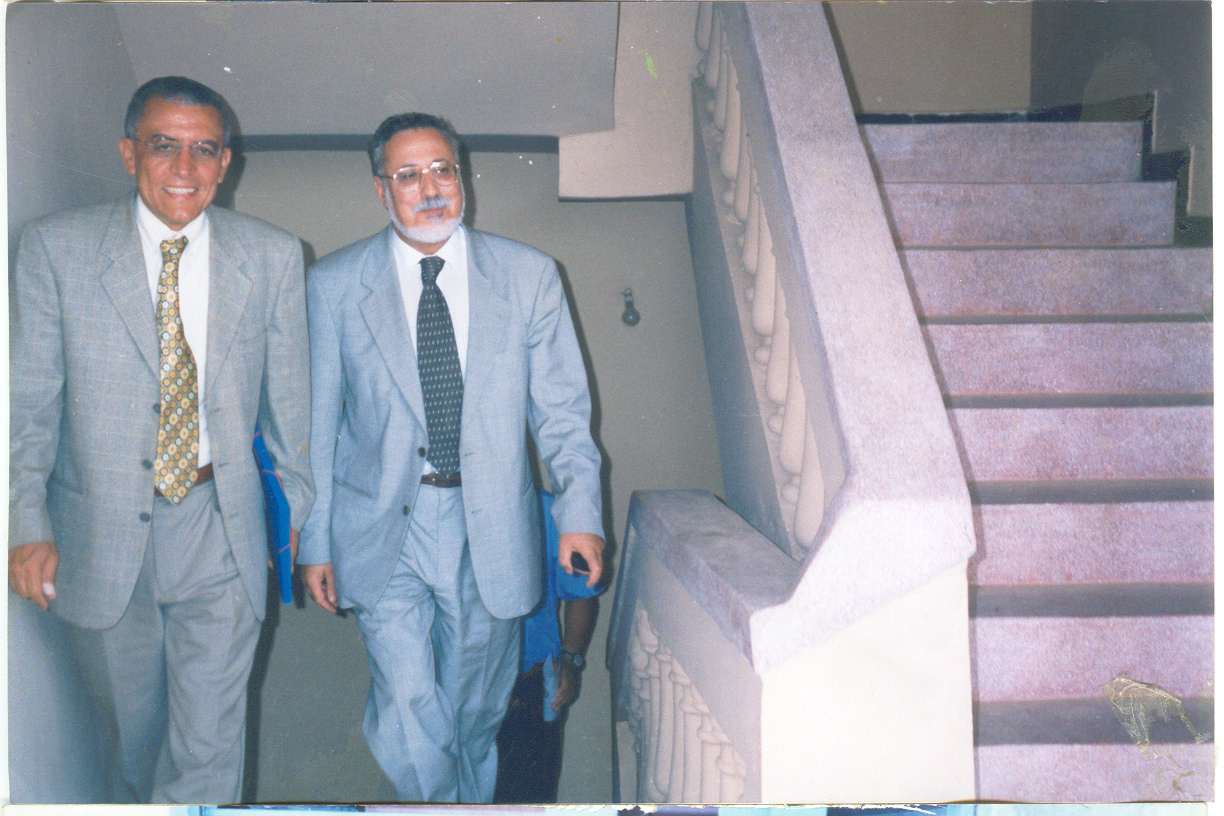
I. Alaoui et A. Ouammou au bureau parlementaire à Tiznit en 1998.

Il est élu pour la première fois président du conseil municipal de la ville de Tiznit en 2003 (à l’issue des élections communales du 12 septembre 2003). Dans la foulée, il a été élu conseiller parlementaire (sénateur) à la Chambre des conseillers, représentant du collège électoral des élus locaux de la province de Tiznit (région Souss Massa-Draa) de 2003 à 2015. Il a été réélu en tant que président du conseil municipal de la ville de Tiznit à l’issue des élections communales du 12 juin 2009) pour un second mandat courant jusqu'en 2015.
Abdellatif Ouammou a été réélu conseiller (sénateur), représentant du collège électoral des élus de la région Souss Massa, à l’issue du scrutin du lundi 2 octobre 2015.
Il était coordinateur du groupe parlementaire « Action progressiste » à la Chambre des conseillers jusqu’au mois d'octobre 2018, après avoir été membre du groupe de l'« Alliance socialiste » de 2003 à 2015. Il a été président de ce dernier groupe entre 2006 et 2009, membre de la commission de la justice, de la législation et des droits de l'homme, second vice-président de la commission de l’Intérieur, des régions et des collectivités locales entre 2003 et 2005, puis membre de la commission des finances, de planification, des infrastructures et du développement régional. 
Il est actuellement membre de la commission des affaires étrangères, des frontières, de la défense nationale et des zones marocaines occupées, et représente depuis octobre 2018 avec le conseiller Aadi Chajri le PPS à la Chambre des conseillers. 
Abdellatif Ouammou est membre fondateur du Réseau parlementaire contre la peine de mort depuis octobre 2012.

### Militant associatif
Abdellatif Ouammou a contribué à la création de nombreuses associations et organisations de la société civile à Agadir et à Tiznit. Il a également fondé en collaboration avec de nombreux acteurs sociaux locaux une association pour le soutien aux malades et aux établissements sanitaires de la province de Tiznit en 1998, dite association Bani. Il est élu président de la dite association entre le 8 mars 1998 et 2014. 
Il a été élu membre du conseil d'administration de l'Association Souss Massa pour le développement culturel pendant plusieurs années. Le bureau du conseil d'administration de l’association, devenue « Centre Culture SMD », lui a renouvelé sa confiance lors de sa dernière assemblée générale du 2 avril 2015.
Il est notamment membre du conseil d’administration de plusieurs associations locales, régionales ou nationales, dont  l’association TIMITAR, organisatrice du festival TIMITAR à Agadir.